# Avenida Nueve de Octubre

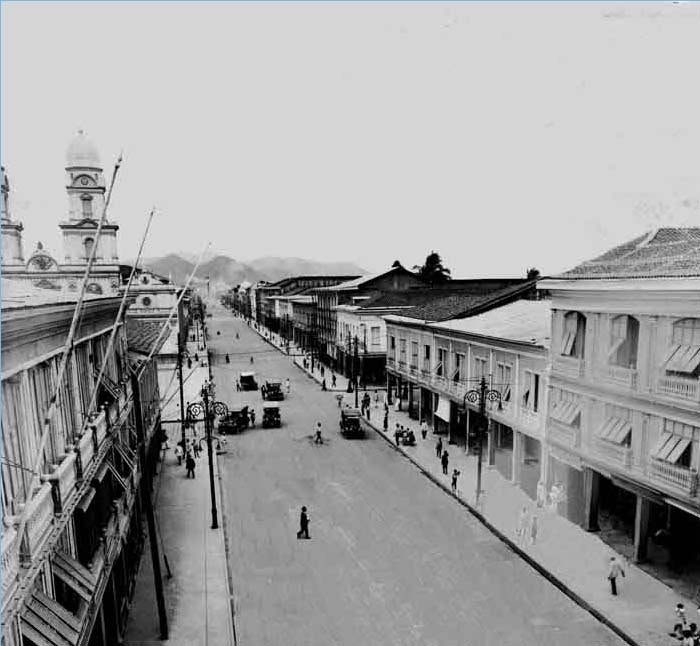
Avenida Nueve de octubre en 1890.

La Avenida Nueve de Octubre o Bulevar Nueve de Octubre es la principal arteria vial del centro comercial de la ciudad de Guayaquil, en la República del Ecuador. Fue nombrada así en honor a la fecha en que se dio la Revolución del 9 de octubre de 1820. A lo largo de la avenida se puede encontrar la mayoría de los edificios más altos del país. Sirve como eje comercial del centro de Guayaquil, ya en esta mismo se pueden encontrar grandes almacenes, instituciones bancarias, hoteles de primera clase y embajadas, entre otros.
La 9 de octubre, conocida así comúnmente, se extiende desde el Hemiciclo de la Rotonda en el Malecón 2000 hasta el Puente 5 de Junio, en el Malecón del Salado, con una breve interrupción en el Parque Centenario, donde se levanta la Columna de los Próceres de la Independencia.
En varias ocasiones, la avenida ha servido como escenario político de diversas agrupaciones, tal es el caso de la marcha convocada por el Presidente del Ecuador Rafael Correa el 15 de enero del 2008 a favor del oficialismo y la convocada por el Alcalde de Guayaquil Jaime Nebot una semana después el 24 de enero a favor de la oposición. Por lo cual se requiere de mantenimiento y aseo constante ya que también es un punto de turismo de la ciudad. 
Durante la regeneración urbana organizada por la M.I. Municipalidad de Guayaquil, se comenzó el adoquinamiento de la calle y la instalación de ornamentos a lo largo de la avenida.
La avenida en su extremo oeste hasta el parte Centenario es una calle vehicular de doble sentido, y desde el parque Centenario hasta la Calle del Malecón es una calle de una vía en sentido oeste - este. Los fines de semana este extremo de la avenida en contadas ocasiones suele convertirse en una calle peatonal. Junto con la Avenida Malecón Simón Bolívar.
La avenida Nueve de Octubre es un lugar de concentración para distintos eventos de índole civil y deportivos, como: La maratón de Guayaquil, la marcha por Jesús, la marcha por el día del trabajador, la Marcha del Orgullo LGBT, manifestaciones políticas y celebraciones futbolísticas.